# Ešmunov tempelj
Ešmunov tempelj (arabsko معبد أشمون) je starodavni kraj čaščenja, posvečen Ešmunu, feničanskemu bogu zdravljenja. Stoji blizu reke Avali, 2 kilometra severovzhodno od Sidona v jugozahodnem Libanonu. Mesto je bilo naseljeno od 7. stoletja pred našim štetjem do 8. stoletja našega štetja, kar kaže na integriran odnos z bližnjim mestom Sidon. Čeprav ga je prvotno zgradil sidonski kralj Ešmunazar II. v dobi Ahemenidov (okoli 529–333 pr. n. št.), da bi proslavil vrnjeno bogastvo in ugled mesta, so tempeljski kompleks močno razširili Bodaštart, Jatonmilk in kasnejši vladarji. Ker je nadaljnja širitev zajemala mnoga stoletja izmenjujoče se neodvisnosti in tuje hegemonije, je svetišče bogato z različnimi arhitekturnimi in okrasnimi slogi ter vplivi.
Svetišče je sestavljeno iz promenade in velikega dvorišča, ki ga omejuje ogromno apnenčasto terasno steno, ki podpira monumentalni podij, katerega vrh je bil nekoč Ešmunov marmorni tempelj v grško-perzijskem slogu. Svetišče vključuje vrsto obrednih bazenov za umivanje, ki se napajajo iz kanalov, ki vodijo vodo iz reke Asklepij (sodobni Avali) in iz svetega izvira "YDLL"; te naprave so bile uporabljene v terapevtske in očiščevalne namene, ki so značilni za kult Ešmuna. Svetišče je prineslo številne dragocene artefakte, zlasti tiste, napisane s feničanskimi besedili, kot so napisi Bodaštart in napis Ešmun, ki zagotavljajo dragocen vpogled v zgodovino mesta in starodavnega Sidona.
Ešmunov tempelj je bil med zgodnjim Rimskim cesarstvom izboljšan z ulico s stebrišči, vendar je po potresih propadel in padel v pozabo, ko je krščanstvo nadomestilo politeizem, njegovi veliki apnenčasti bloki pa so bili uporabljeni za gradnjo kasnejših struktur. Mesto templja so leta 1900 znova odkrili lokalni lovci na zaklade, ki so vzbudili radovednost mednarodnih učenjakov. Maurice Dunand, francoski arheolog, je temeljito izkopaval najdišče od leta 1963 do začetka libanonske državljanske vojne leta 1975. Po koncu sovražnosti in umiku Izraela iz južnega Libanona je bilo najdišče sanirano in vpisano na seznam svetovne dediščine okvirni seznam.

## Ešmun
Ešmun (latinizirana oblika feničanskega 𐤀𐤔𐤌𐤍‎) je bil feničanski bog zdravljenja in obnove življenja; bil je eno najpomembnejših božanstev feničanskega panteona in glavno moško božanstvo Sidona. Ešmun je bil prvotno božanstvo narave in bog spomladanske vegetacije enačen z babilonskim božanstvom Dumuzi. Njegova vloga se je kasneje razširila znotraj feničanskega panteona in pridobil je nebesne in kozmične atribute.
Mit o Ešmunu sta povezala sirski neoplatonistični filozof Damaskij iz 6. stoletja in konstantinopelski patriarh Fotij I. iz 9. stoletja. Pripovedujejo, da je Ešmun, mladenič iz Bejruta, lovil v gozdu, ko ga je zagledala Astarta in bila presenečena nad njegovo lepoto. Nadlegovala ga je s svojim ljubezenskim zasledovanjem, dokler se ni emaskuliral (skopil) s sekiro in umrl. Žalujoča boginja je oživila Ešmuna in ga odpeljala v nebesa, kjer ga je spremenila v nebeškega boga.
Z zgodovinskega vidika sega prva pisna omemba Ešmuna v leto 754 pr. n. št., na datum podpisa pogodbe med asirskim kraljem Ašur-nirarijem V. in Mati'elom, kraljem Arpada; Ešmun se v besedilu pojavlja kot pokrovitelj pogodbe.
Ešmun je bil identificiran z Asklepijem zaradi helenskega vpliva na Fenicijo; najzgodnejši dokaz te enačbe so kovanci iz Amrita in Ake iz 3. stoletja pr. n. št. To dejstvo ponazarjajo helenizirana imena reke Avali, ki so jo poimenovali Asclepius fluvius, in okoliških nasadov Ešmunovega templja, znanih kot Asklepijevi nasadi.

## Zgodovina

### Zgodovinsko ozadje
V 9. stoletju pred našim štetjem je asirski kralj Ašurnasirpal II. osvojil Libanonsko gorovje in njegova obmorska mesta. Novi suvereni so terjali davek od Sidona, skupaj z vsemi drugimi feničanskimi mesti. Ta plačila so spodbudila Sidonovo iskanje novih sredstev za preskrbo in pospešila feničansko izseljevanje in širitev, ki je doseglo višek v 8. stoletju pr. n. št. Ko je leta 705 pr. n. št. umrl asirski kralj Sargon II., se je kralj Luli pridružil Egipčanom in Judom v neuspešnem uporu proti asirski vladavini, vendar je bil prisiljen pobegniti v Kition (sodobna Larnaka na Cipru) s prihodom asirske vojske na čelu Sanheriba, sina in naslednika Sargona II. Sanherib je na sidonski prestol postavil Itobaala in ponovno uvedel letni davek. Ko se je Abdi-Milkutti leta 680 pr. n. št. povzpel na sidonski prestol, se je uprl tudi Asircem. V odgovor je asirski kralj Asarhadon oblegal mesto. Abdi-Milkutti je bil ujet in obglavljen leta 677 pred našim štetjem po triletnem obleganju, medtem ko je bilo njegovo mesto uničeno in preimenovano v Kar-Ašur-aha-iddina (pristanišče Esarhadon). Sidonu je bilo odvzeto ozemlje, ki je bilo dodeljeno Baalu I., kralju tekmeca Tira in zvestemu vazalu Asarhadona. Baal I. in Asarhadon sta leta 675 podpisala pogodbo, v kateri je Ešmunovo ime eno od božanstev, priklicanih kot poroki zaveze.

### Gradnja
Sidon se je vrnil na svojo prejšnjo raven blaginje, medtem ko je Tir 13 let (586–573 pr. n. št.) oblegal kaldejski kralj Nebukadnezar II. Kljub temu je bil sidonski kralj še vedno v izgnanstvu na babilonskem dvoru. Sidon si je povrnil nekdanji položaj glavnega mesta Fenicije v Ahemenidskem cesarstvu (okoli 529–333 pr. n. št.) Ešmunazar I., duhovnik Astarte in ustanovitelj svoje istoimenske dinastije, je postal kralj okoli časa Ahemenidske osvojitve Levanta. Arheološki dokazi kažejo, da je v času prihoda dinastije Ešmunazar na mestu templja že obstajal kultni prostor, vendar še ni bilo monumentalnih stavb. Prvotno je bilo središče čaščenja morda jama ali izvir. 
V naslednjih letih je Kserks I. podelil kralju Ešmunazarju II. Šaronsko polje, ker je med grško-perzijskimi vojnami uporabil Sidonovo floto v svoji službi. Ešmunazar II. je pokazal svoje novo pridobljeno bogastvo z gradnjo številnih templjev sidonskim božanstvom. Napisi, najdeni na kraljevem sarkofagu, razkrivajo, da sta on in njegova mati Amoaštart zgradila templje sidonskim bogovom, vključno s Ešmunovin templjem ob »izviru Ydll blizu cisterne«.
Kot potrjujejo bodaštartski napisi na temeljih monumentalnega podija, se je gradnja svetišča začela šele v času vladavine kralja Bodaštarta. Prvi niz napisov nosi samo ime Bodaštarta, medtem ko drugi vsebuje njegovo ime in ime prestolonaslednika Jatonmilka. Do danes je znanih trideset temeljnih napisov, ki so jih našli skrite v notranjosti podesta. Prakso namernega prikrivanja napisov lahko izsledimo nazaj do mezopotamskih korenin in ima vzporednice v kraljevskih stavbah Ahemenidov v Perziji in Elamu. Feničanski napis, ki je 3 kilometre gorvodno od templja in sega v 7. leto Bodaštartove vladavine, namiguje na pridobivanje vode iz reke Avali v vir "Ydll", ki je bil uporabljen za ritualno čiščenje v templju.

### Rimsko obdobje in zaton
Ešmunovo svetišče je poškodoval potres v 4. stoletju pred našim štetjem, ki je porušil marmornat tempelj na vrhu stopnic; ta struktura ni bila obnovljena, vendar je bilo veliko kapel in templjev kasneje priloženih k vznožju podija.
Tempelj je ostal romarski kraj v klasični antiki v času zgodnjega Rimskega cesarstva in do prihoda krščanstva, ko je bil kult Ešmuna med preganjanjem poganov v poznem Rimskem cesarstvu prepovedan in je bila v templju zgrajena krščanska cerkev.
Rimsko stebrišče je zgradil v 3. stoletju, verjetno cesar Septimij Sever, rimska vila pa je pokazala obdobje ponovnega relativnega pomena za mesto v poznem obdobju Fenicije pod rimsko vladavino. Poleg tega so Rimljani znotraj prvotnega feničanskega templja dodali stopnišče za procesijo, bazene za umivanje in nimfej s slikovnimi mozaiki, ki so še vedno večinoma nedotaknjeni. Obrabljeni kipci treh nimf stojijo v nišah rimskega vodnjaka.
Še en potres je prizadel Sidon okrog leta 570 našega štetja; anonimni romar iz Piacenze, je mesto opisal kot delno v ruševinah. Mnogo let po izginotju kulta Ešmuna je bilo svetišče uporabljeno kot kamnolom:  Emir Fahredin II. je uporabil njegove masivne bloke za izgradnjo mostu čez reko Avali v 17. stoletju.
Najdišče je kasneje padlo v pozabo vse do 19. stoletja.

### Sodobno odkritje
Med letoma 1737 in 1742 je Richard Pococke, angleški antropolog, potoval po Bližnjem vzhodu in pisal o tem, za kar je mislil, da so ruševine obrambnih zidov, zgrajenih iz 3,7-metrskih kamnitih blokov v bližini reke Avali. Ko je francoski orientalist Ernest Renan leta 1860 obiskal območje, je opazil, da so oporniki mostu Avali zgrajeni iz fino rustikaliziranih blokov, ki izvirajo iz zgodnejše strukture. V svojem poročilu Mission de Phénicie je tudi zapisal, da mu je lokalni lovec na zaklade povedal za veliko zgradbo blizu mostu Avali.
Do odkritja so leta 1900 prišli štirje delavci, ki so pridobivali bloke iz templja v imenu uglednega sruza Nassiba Jumblatta. Opazili so, da imajo nekateri bloki napise z rdečo barvo gravur. Lokalni trgovec s starinami je kupil tri kamne, vsi z enakim napisom. Zaradi enormne velikosti blokov so jih razrezali le na 15 ali 20 cm debeline, nekatere kamne pa so razrezali tudi na dva ali tri kose. Osmanske oblasti so poslale Theodoreja Makridija, kustosa carigrajskega muzeja, ki je med letoma 1901 in 1903 očistil ostanke templja. Wilhelm von Landau je med letoma 1903 in 1904 izkopaval tudi mesto. Leta 1920 je Gaston Contenau vodil skupino arheologov, ki so pregledali tempeljski kompleks. Prvo obsežno arheološko izkopavanje, ki je razkrilo ostanke Ešmunovega templja, je izvedel Maurice Dunand med letoma 1963 in 1975. Arheološki dokazi kažejo, da je bilo mesto poseljeno od 7. stoletja pred našim štetjem do 8. stoletja našega štetja.

### Po letu 1975
Med libanonsko državljansko vojno in izraelsko okupacijo južnega Libanona (1985–2000) je bilo tempeljsko mesto zanemarjeno in ga je zarasla vegetacija; po izraelskem umiku so ga očistili in povrnili v prejšnje stanje. Danes je Ešmunovo svetišče mogoče obiskati vse leto in brezplačno, dostopno je z izvozne rampe z glavne avtoceste v južnem Libanonu blizu severnega vhoda v Sidon. Najdišče ima poseben arheološki pomen, saj je najbolje ohranjeno feničansko najdišče v Libanonu; 1. julija 1996 je bilo dodano na Unescov poskusni seznam svetovne dediščine v kulturno kategorijo.
V literaturi se Ešmunov tempelj pojavlja v romanu Nabila Saleha iz leta 2009, Ezekielovo prekletstvo, kot prizorišče, kjer se Bomilcar zaljubi in reši princeso Chiboulet pred zlobnim načrtom enega od tempeljskih duhovnikov.

## Lokacija
Številna starodavna besedila omenjajo Ešmunov tempelj in njegovo lokacijo. Feničanski napisi na sarkofagu Ešmunazarja II., sidonskega kralja, spominjajo na to, da sta kralj in njegova mati, kraljica Amaštart, zgradila »hišo« za »svetega princa« Ešmuna pri »izvoru Ydll ob cisterna«. Dionizij Perieget, starogrški potopisec, je identificiral Ešmunov tempelj ob reki Bostrenos, anonimni romar iz Piacenze iz 6. stoletja našega štetja, pa je zapisal, da je svetišče blizu reke Asclepius fluvius. Strabon in drugi sidonski viri opisujejo Asklepijevo svetišče in njegove okoliške »svete gozdove«, helenizirano ime Ešmun, v pisnih besedilih.
Približno 40 kilometrov južno od Bejruta in 2 kilometra severovzhodno od Sidona, Ešmunov tempelj leži na južnem bregu sodobne reke Avali, prej imenovane Bostrenos ali Asclepius fluvius v starodavnih besedilih. Nasadi citrusov, znani kot Bustan el-Sheikh (arabsko بستان الشيخ šejkov nasad), zasedajo starodavne Asklepijeve »svete gozdove« in so priljubljena poletna lokacija za piknik domačinov.

## Arhitektura in opis
Najstarejši spomenik na mestu, zgrajen pod babilonsko vladavino (605–539 pr. n. št.), je bila piramidasta zgradba, podobna ziguratu, ki je vključevala dostop do vodne cisterne. Fragmenti zgodnjega templja v babilonskem slogu so preživeli v današnji čas; to vključuje marmornato podnožje stebrov v obliki torusa z letvami, fasetirane stebre in kapitele bikovega protoma. Tempelj v babilonskem slogu je bil razstavljen okoli sredine 4. stoletja pred našim štetjem. Ostanki porušenega templja so bili odliti v faviso, ki je vsebovala le material iz 5. in prve polovice 4. stoletja pr. n. št.
Piramidalno zgradbo je v perzijskem obdobju nadgradil ogromen klesan podij, zgrajen iz močno narezanih apnenčastih blokov, ki so merili več kot 3 metre v prečniku in 1 meter debeline, ki so bili položeni v 1-metrske sloje visoko. Podij je visok 22 metrov, poteka 50 metrov v pobočje hriba in se ponaša s 70 metrov široko fasado. Teraso na vrhu stopnice je nekoč pokrival tempelj iz marmorja v grško-perzijskem slogu, zgrajen v jonskem redu okoli leta 500 pr. n. št..[40] Marmorni tempelj je bil zaradi kraje zmanjšan na nekaj preostalih kamnitih fragmentov.
V helenističnem obdobju je bilo svetišče razširjeno od podnožja podija čez dolino. Na vzhodnem vznožju stopnice stoji velika kapela, 10,5 x 11,5 metrov, ki izvira iz 4. stoletja pr. n. št. Kapela je bila okrašena s tlakovanim bazenom in velikim kamnitim »Astartinim prestolom«, izklesanim iz enega bloka granita v egipčanskem slogu; obdajata jo dve figuri sfinge in obkrožata dva leva. Prestol, ki ga pripisujejo sidonski boginji Astarti, stoji ob steni kapele, ki jo krasijo reliefne skulpture lovskih prizorov. Nekoč pomembna kotlina Astarte je izgubila svojo funkcijo v 2. stoletju našega štetja in je bila napolnjena z zemljo in fragmenti kipov. Zahodno podnožje vsebuje še eno kapelo iz 4. stoletja pr. n. št. s središčem na kapitelu z bikovim protomom, ki je ohranjena v Narodnem muzeju v Bejrutu.
Ešmunski oltar, ki je zaradi svoje oblike splošno znan kot Ešmunski tribun, je struktura iz belega marmorja iz 4. stoletja pred našim štetjem. Dolg je 2,15 metra, širok 2,26 metra in visok 2,17 metra. Leta 1963 ga je odkril Maurice Dunand in stoji na apnenčastem podstavku, obloženem z marmornimi bloki, ki se naslanjajo na podporni zid. Oltar je okrašen z reliefnimi skulpturami v helenističnem slogu in je uokvirjen z okrasnimi letvicami, od katerih ena deli oltar na dva različna registra simetrične kompozicije. Zgornji register prikazuje 18 grških božanstev, vključno z dvema vozarjema, ki obkrožata grškega boga Apolona, ki je upodobljen med igranjem na citaro (vrsta lire). Spodnji register je v čast Dionizu, ki vodi svoj thiasos (svoje ekstatično spremstvo) v plesu ob glasbi igralcev na piščal in kitaro. Tribuna je razstavljena v Narodnem muzeju v Bejrutu.
Severovzhodno od mesta stoji še en tempelj iz 3. stoletja pr. n. št. ob kapeli Astarte. Njegova 22-metrska fasada je zgrajena iz velikih apnenčastih blokov in ima reliefno dekoracijo z dvema registroma, ki ponazarja pijansko veseljačenje v čast Dionizu, grškemu bogu vina. Med tempeljskimi reliefi je na enem prikazan moški, ki poskuša prijeti velikega petelina, ki je bil pogosta žrtvena žival za Ešmuna-Asklepija.
Kompleks Ešmunovega templja obsega dodelano hidravlično instalacijo, ki kanalizira vodo iz izvira "Ydll", ki je sestavljena iz zapletenega sistema vodnih kanalov, niza zadrževalnih bazenov, svetih bazenov za umivanje in tlakovanih bazenov. Ta sistem dokazuje pomen obrednega umivanja v feničanskih terapevtskih kultih.
Kasnejši ostanki so iz rimskega obdobja in vključujejo cesto s stebrišči, obdano s trgovinami. Od velikih marmornih stebrov, ki mejijo na rimsko ulico, so ostali le fragmenti in podstavki. Rimljani so zgradili tudi monumentalno stopnišče, okrašeno z mozaičnimi vzorci, ki vodi do vrha podesta. Desno od rimske ceste, blizu vhoda na najdišče, stoji nimfej z nišami, kjer so nekoč stali kipi nimf. Tla nimfeja pokrivajo mozaiki, ki prikazujejo Menade. Na drugi strani ceste s stebrišči, obrnjene proti nimfeju, so ruševine rimske vile; ohranilo se je le dvorišče vile z ostanki mozaika, ki prikazuje štiri letne čase. Desno od procesijskega rimskega stopnišča stoji kubični oltar, prav tako rimske izdelave. Druge zgradbe iz rimskega obdobja sta dva stebra velikega portika, ki vodi do bazenov in drugih kultnih naprav.

## Artefakti in najdbe
Poleg velikih okrasnih elementov, izrezljanih frizov in mozaikov, ki so ostali na kraju samem, je bilo veliko artefaktov izkopanih in premaknjenih iz templja v narodni muzej, Louvre ali pa so v lasti libanonskega generalnega direktorata za starine. Nekatere od teh manjših najdb so zbirka napisanih črepinj, ki jih je odkril Dunand in zagotavljajo redke primere kurzivnega feničanskega pisanja na feničanskem kopnem. Ena od najdenih črepinj nosi teoforično feničansko ime grtnt, kar nakazuje, da se je čaščenje lunarne boginje Tanit zgodilo v Sidonu.
Na mestu templja so našli tudi številne fragmentirane votivne skulpture majhnih otrok, ki ležijo na boku in držijo hišno žival ali majhen predmet v naravni velikosti; med najbolj znanimi med njimi je Deček iz templja Baalshillem, kip kraljevega otroka, ki z desnico drži goloba. Dečkova glava je obrita, njegov trup je gol, spodnji del telesa pa je zavit v veliko platno. Podnožje te skulpture je vpisano s posvetilom Baalshillema II., sidonskega kralja Ešmunu, kar ponazarja pomen mesta za sidonsko monarhijo. Zdi se, da so bile te votivne skulpture po posvetitvi Ešmunu namenoma razlomljene in nato obredno vržene v sveti kanal, kar verjetno simulira žrtvovanje bolnega otroka. Vse te skulpture predstavljajo dečke. Na najdišču so našli apnenčast doprsni kip Kurosa velikosti 31,5 cm × 27 cm iz 6. stoletja pr. n. št.
Med pomembnimi najdbami je zlata plošča, ki prikazuje kačo, ki se zvija na palici, helenski simbol Ešmuna in granitni oltar z imenom egiptovskega faraona Ahorisa, odkrit v svetišču. To darilo potrjuje dobre odnose med faraonom in sidonskimi kralji.
Sloves svetišča je bil daljnosežen. Ciprski romarji iz Pafosa so pustili znake svoje predanosti Astarti na marmorni steli, napisani v grškem in ciprskem zlogovnem pismu v Astartinem svetišču; ta stela je zdaj v hrambi libanonskega generalnega direktorata za starine.[49]

## Ropanje
Lovci na zaklade so iskali Ešmunov tempelj že od antike; okoli 1900 artefaktov s feničanskimi napisi iz templja je našlo pot do bejrutskih trgov s starinami, kjer so vzbudile zanimanje osmanskih oblasti in spodbudile vrsto arheoloških izkopavanj. Med državljansko vojno je Maurice Dunand na zahtevo takratnega libanonskega generalnega direktorja za starine Mauricea Chehaba preselil več kot 2000 artefaktov iz Sidona v podzemno sobo v križarskem gradu Biblos, 30 kilometrov severno od Bejruta. Leta 1981 je bilo skladišče izropano, okoli 600 skulptur in arhitekturnih elementov pa ukradenih in pretihotapljenih iz Libanona. Rolf Stucky, nekdanji direktor Inštituta za klasično arheologijo v Baslu, je med konferenco v Bejrutu decembra 2009 potrdil uspešno identifikacijo in vrnitev osmih skulptur libanonskemu narodnemu muzeju.